# Francesco del Borgo

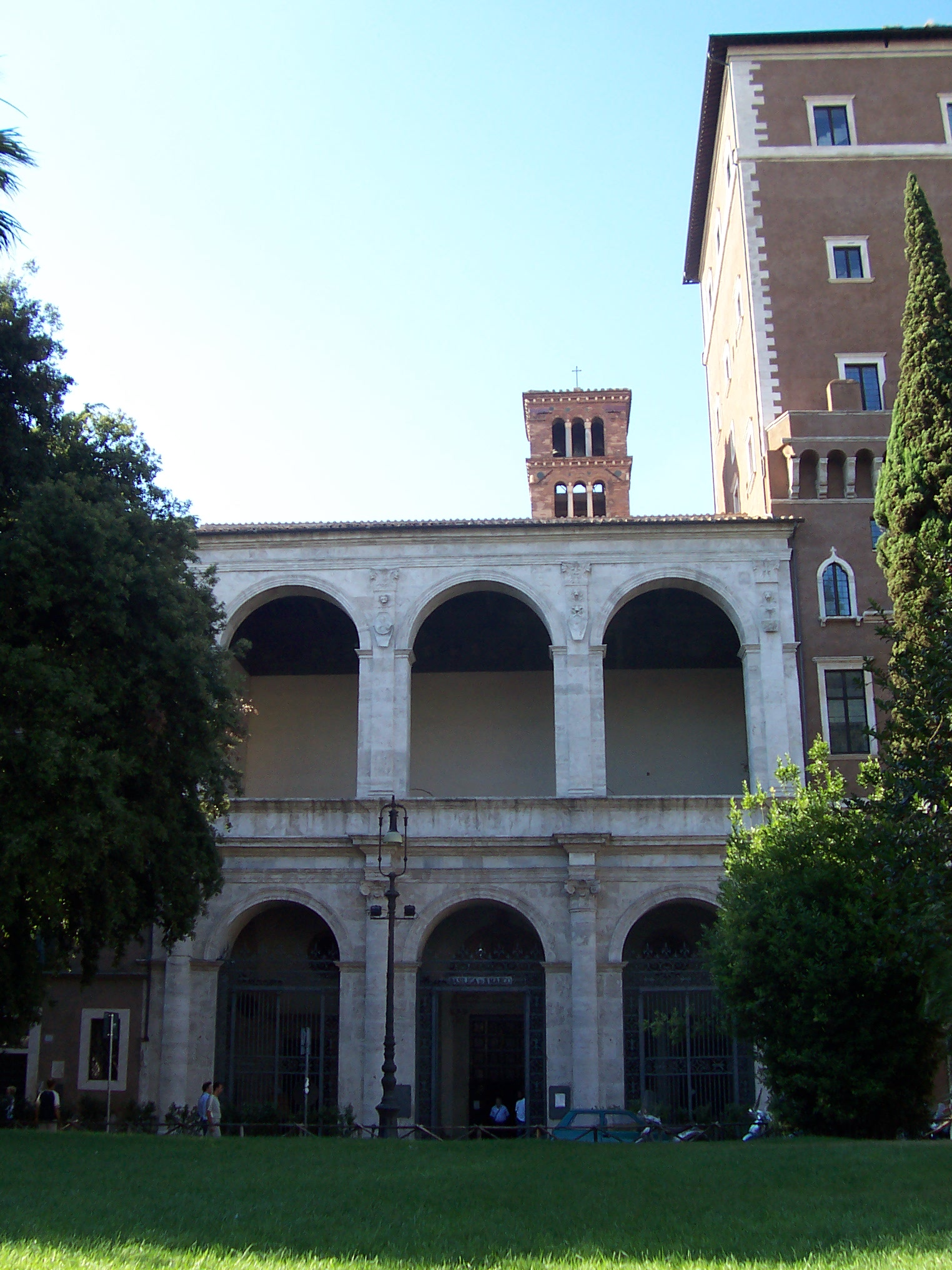
facciata della Basilica di San Marco Evangelista al Campidoglio

Francesco del Cera detto Francesco del Borgo (Sansepolcro, 1415 circa – 1468) è stato un architetto italiano. Fu una delle figure più importanti nell'attività edificatoria romana nei decenni centrali del XV secolo.

## Biografia
Le notizie biografiche sono scarse e poco si sa della sua formazione a Borgo San Sepolcro, anche se sembra che il padre fosse un artigiano con competenze artistiche. Non si sa dove acquisì la conoscenza della matematica e soprattutto del latino, inusuale per la sua estrazione sociale e tale da consentirgli di diventare scriptor apostolicus di Pio II e contabile della tesoreria di Niccolò V.
La sua permanenza a Roma risulta documentata dal 1450.
Si avvicino all'architettura probabilmente per le sue mansioni contabili di responsabile dei pagamenti di vari cantieri papali a santa Maria Maggiore, in Campidoglio ed in Vaticano. In questa veste può aver conosciuto Bernardo Rossellino.
Dopo la morte di Niccolò V fu sospettato di abusi contabili e brevemente incarcerato prima di essere riammesso nei ranghi dell'amministrazione.
La sua opera subì l'influsso di Leon Battista Alberti, del quale condivise l'interesse per l'architettura antica e che fu anch'egli, nello stesso periodo, al servizio della Curia romana.
Dal 1460 progettò per papa Pio II la loggia per le benedizioni di San Pietro, rimasta incompiuta, e dal 1467 per papa Paolo II, la loggia in facciata della basilica di San Marco.
Nella realizzazione di tali logge, vennero riutilizzati elementi costruttivi in travertino prelevati da monumenti antichi, probabilmente il Colosseo, al quale si riferisce anche il disegno architettonico caratterizzato da archi inquadrati entro ordini sovrapposti gerarchicamente. Questo motivo, che caratterizzerà l'opera romana di Bramante, trovò nell'opera di Francesco del Borgo una delle prime applicazioni.
La storiografia recente a lui attribuisce un ruolo importante nell'ammodernamento della basilica di Santa Maria Maggiore, nella realizzazione dell'edicola e dell'Oratorio di Sant'Andrea a Ponte Milvio e nella progettazione di Palazzo Venezia, in particolare per il cortile con la sua articolazione molto classicheggiante.
Manifestò interesse per gli studi matematici come il suo conterraneo Piero della Francesca, con il quale si incontrò sicuramente a Roma durante il soggiorno dell'artista per eseguire affreschi in Vaticano e nella basilica di Santa Maria Maggiore. Negli anni fra il 1457 e il 1458 si fece copiare trattati di Euclide, di Tolomeo e di Archimede e l'algebra di al-Khwarizmi in manoscritti che ci sono rimasti, in parte da lui annotati e commentati.
Il 16 aprile 2011 è stata dedicata alla sua memoria una lapide posta nel loggiato del Palazzo delle Laudi a Sansepolcro, sede municipale.